# Henryk Wieja
Henryk Wieja (ur. 1954) – polski działacz ewangelikalny, lekarz medycyny, ewangelista, mówca chrześcijański, autor literatury religijnej, jeden z liderów Tygodni Ewangelizacyjnych w Dzięgielowie.

## Życiorys
Ukończył studia lekarskie w Śląskiej Akademii Medycznej w Katowicach i podjął pracę lekarza na Śląsku Cieszyńskim. W 1983 został koordynatorem, w ramach Kościoła Ewangelicko-Augsburskiego, organizacji Tygodni Ewangelizacyjnych w Dzięgielowie. Odegrał kluczową rolę w przekształceniu tej formy działalności ewangelizacyjno-misyjnej w przedsięwzięcie wykraczające daleko poza Kościół Luterański. Dzięki jego zaangażowaniu podczas TE w Dzięgielowie ewangelizacje prowadzili m.in. Luis Palau, Ulrich Parzany, Tony Campolo i Ravi Zacharias.
W 1990 utworzył w Ustroniu Chrześcijańską Fundację „Życie i Misja”, która stała się wiodącym ośrodkiem ponaddenominacyjnej działalności chrześcijańskiej w południowej Polsce. Z jego inicjatywy obok Fundacji powstał związek wyznaniowy pn. Chrześcijańska Wspólnota Życie i Misja z siedzibą w Ustroniu. Henryk Wieja jest liderem tej wspólnoty. Wspólnota odbywa regularne nabożeństwa, podczas których sprawowane są m.in. obrzędy chrztu i Wieczerzy Pańskiej.
Jego żoną była Alina Wieja (1956-2018), z którą ma dwoje dzieci.

## Wybrane publikacje
- Bóg, którego potrzebujemy, Ustroń: "Koinonia", 2002.
- Jak skutecznie pomagać innym? (współautorka: Alina Wieja), Ustroń: Koinonia – Wydawnictwo Chrześcijańskiej Fundacji Życie i Misja, 2004, 2014.
- Małżeństwo, o jakim marzymy, (współautorka: Alina Wieja), Ustroń: Koinonia Wydawnictwo Chrześcijańskiej Fundacji Życie i Misja, 2004, 2009, 2014.
- Moc błogosławieństwa ojca, Ustroń: Koinonia Wydawnictwo Chrześcijańskiej Fundacji Życie i Misja, 2009, 2011, 2014.
- Przez szacunek do duchowego autorytetu. Jak żyć w kulturze Bożego Królestwa w Bożym, Ustroń: Koinonia Wydawnictwo Chrześcijańskiej Fundacji Życie i Misja, 2013.
- Rzeka uzdrowienia. Bóg nadal uzdrawia, (współautor: Jan Grzeszkowiak), Ustroń: Koinonia Wydawnictwo Chrześcijańskiej Fundacji Życie i Misja, 2014.
- Tajemnice pełnego zdrowia, Warszawa: "Vocatio", 1994, 1995[5].